# Kwareli (gmina)
Gmina Kwareli (gruz. ყვარლის მუნიციპალიტეტი) – jednostka administracyjna należąca do Kachetii w Gruzji. Siedzibą gminy jest miasto Kwareli. 

## Położenie
Gmina położona jest w północnej części Kachetii, a jednocześnie we wschodniej części Gruzji. 

## Ludność
Na podstawie danych statystycznych z 2024 roku gminę Kwareli zamieszkiwało 30 800 osób. 